# 鸟头龙属
鸟头龙属（学名：Avicranium）是镰龙科的一属。

## 下属物种
本属包括以下物种：
- Avicranium renestoi Pritchard & Nesbitt, 2017[2]